# Lac Adair
Pour les articles homonymes, voir Adair.
Le lac Adair (en anglais : Adair Lake) est un lac américain dans le comté de Madera, en Californie. Il est situé à 2 959 mètres d'altitude au sein de la Yosemite Wilderness, dans le parc national de Yosemite.